# ガリレオヒット脳研
『ガリレオヒット脳研』（ガリレオヒットのうけん）は、2009年11月14日から2011年8月13日までテレビ朝日で放送されていた教養・バラエティ番組である。

## 概要
当初のコンセプトは楽しみながら脳を活性化させる、ゲームバラエティでシニアチームとアダルトチームとヤングチームが対戦し合うものだった。タイトルは、「天才をつくる!ガリレオ脳研」（てんさいをつくるガリレオのうけん）。「脳カツゲーム」や「脳のギモン」など、さまざまなコーナーが放送された。
2011年1月からは番組タイトルを『ガリレオヒット脳研』と改題、「記憶をよみがえらせて脳を活性化する」ことをテーマとし、放送内容もヒット商品とその歴史を振り返りながら紹介するものとなった。

## 特番放送
2009年9月26日に放送開始に先駆け「天才をつくる!脳カツ研究所」という特別番組が放送された。芸人チームとアナウンサーチームが対戦するという内容で、「ナンバーメモリー」や「習ってすぐテスト」「ベストセラー並び替え」などのゲームが登場した回だった。また、「しりトレイン」というこの回だけの幻のゲームも登場した。

## 番組構成
2009年11月 - 2010年1月
伊東四朗をキャプテンとするガリレオチームとゲストチーム（1チーム5人）が4種類程度の脳カツゲームで対戦するという内容。「ガリレオ謎かけ」や「ひらめきボキャフラッシュ」が登場する。2010年に入ってからは「ガリレオ謎かけ」のみが残り、脳科学者が脳についての疑問に答えるコーナーとの二本立てになった。
2010年2月 - 3月
「脳の実力テスト」と題した10秒、20秒、30秒などの短い時間で考えるクイズが次々と出題される形式となり、脳カツゲームが復活すると同時に「ガリレオニュース」や「ダジャレSHOW」「不思議メール」などの新しい脳カツゲームが登場した。さらにチーム全員が正解するとパーフェクト達成として100ptが与えられるようになった。また、途中に「脳のギモン」と題した脳科学者のコーナーがはさまるようになった。
2010年4月 - 8月
シニアチーム、アダルトチーム、ヤングチームと世代別に分かれて対戦する。「脳の実力テスト」と「脳のギモン」は廃止され、主になぞかけがメインとなっていった。また、この頃「謎かけLIVE」や「江戸ダジャ絵」など新しい謎かけゲームも登場した。5月15日からは伊東脳チームとゲスト脳チームの2チーム対抗戦に戻り、1チームのメンバーは5人から7人に増えた。
2010年9月 - 11月
セットが大幅にリニューアルされ、「ガリレオタワー」に挑むというコンセプトになった。毎回ガリレオチームを含めた3 - 4チーム（1チーム6人）が、私立中学の入試問題や多湖輝「頭の体操」などの書籍から出題される問題の10問連続正解（チームの中で1人でも正解すればクリア）を目指す。10問連続正解できれば賞金100万円獲得。1問でも全滅するとその時点で終了となる。前半5問は、県名を即答する問題や、ある言葉が仮名で書かれて時計回りに並んでおり正しく読む問題が出題され、6人のうち誰かが5連続正解できればクリア。後半5問は理科実験などに関する問題が出され、全員が一斉に回答する。予告編ではガリレオ脳研というタイトルが表示されるが、番組本編に番組名が一切出てこなくなった。
2010年11月
世界の、非常に危険でコストがかかるが何の役にも立たない実験（おバ科学実験）の映像を見て、ところどころに出る問題に2チームの対抗戦で答えるだけの構成になる。
2010年12月
リニューアル後の番組が極めて視聴率が低くなったため、謎かけに早押しで答える企画に戻る。
2011年1月-4月
謎かけに戻しても依然、低視聴率に変わりなく再度リニューアル。「ガリレオヒット脳研」（Galileo's Laboratory The Greatest Hits）と題して話題の最新ヒット商品から懐かしのヒット商品までその歴史を振り返りながらヒットを紹介する内容となり、こちらも脳カツとは懸け離れた内容となった。
主なコーナーとして、懐かしのCMを紹介し、誰が出演していたかを当てるCMヒット脳研と、ファーストフード店などの人気メニューの歴史をたどる食べる年表で構成されている。
2011年5月-8月
ホームセンターなどで販売されているアイデア商品を、ランキング形式で紹介する番組になる。一つ一つのVTRがクイズ形式になっており、スタジオ出演者は自由に答える。VTRには内田と清水俊輔が出演。

## ステージ構成
2009年11月
- 1stステージ ガリレオ謎かけ
- 2nd-4thステージ 毎週変わる脳カツゲーム

2010年1月
- 1stステージ ガリレオ謎かけ
- 2ndステージ 脳のギモン

2010年2月、3月
- 1stステージ 脳の実力テスト（前半戦）
- 2ndステージ 脳のギモン
- 3rdステージ 脳の実力テスト（後半戦）

2010年4月- 8月
- 1stステージ 毎週変わる脳カツゲーム
- 2ndステージ 謎かけLIVE
- 3rdステージ ガリレオ謎かけ

## 出演者

### 司会・アシスタント
- 城島茂（やとわれ所長）（2010年3月までは『所長』）
- 内田恭子（やとわれ副所長）[1]

### 主な出演者
- 伊東四朗（レギュラー）
- 関根麻里
- はるな愛
- 中丸雄一（KAT-TUN）
- 有岡大貴（Hey!Say!JUMP）

他、多数。

### BRAIN3
- 澤口俊之
- 米山公啓
- 有田秀穂

2010年1月30日以降は、この3人以外にもより多くの脳科学者が出演するようになり、BRAIN3の呼称もなくなる。

### 出題者
- 六代目三遊亭円楽
- デーブ・スペクター
- Wコロン
- 綾小路きみまろ
- 金田一秀穂

### ナレーション
- 武田広（- 2010年8月、2010年12月 -）
- 石川ひろあき（- 2010年8月）
- 萩野志保子（テレビ朝日アナウンサー、- 2010年8月）
- 田中真弓（2010年9月 - 11月）
- 立木文彦（2010年9月 - 11月）
- 小林清志（2011年4月 - 不定期）
- 若本規夫（2011年5月 - 売上急上昇ランキングのみ）

## スタッフ
- 構成：樋口卓治、中野俊成、天野慎也、梅田道人、前原卓磨
- TM：大島秀一
- TD・SW：福原正之
- カメラ：錦戸浩司
- 映像：時見正和
- 音声：田中孝也
- 照明：三澤孝至
- 美術プロデューサー：竹村良二
- 美術デザイン：小谷知輝
- 美術進行：高橋徹・奥田裕美（テレビ朝日クリエイト）
- CGデザイン：福田隆之・村澤ちひろ
- 大道具：濱瀬大輔
- 小道具：宮本恵美子
- システム・電飾：町端航
- モニター：安藤洋一
- オブジェ：前西原亜戸
- メイク：小野やよい
- 編集：上本学（IMAGICA）
- MA：小田崇（IMAGICA）
- ロケ技術：七澤甲（TSP）
- 音響効果：高田智彰
- 編成：寺田伸也（以前はゼネラルプロデューサー）、西山隆一
- 宣伝：椿本晶子
- TK：鈴木好
- デスク：星野敬子
- リサーチ：フォーミュレーション、キングフィッシャーズ
- 機材協力：東京オフラインセンター
- 協力：ジャニーズ事務所
- 制作協力：コラボレーション、トップシーン、ウィッシュカンパニー、大河プロダクション、レスポ
- オブザーバー：山本たかお
- 制作スタッフ：小倉弘正、新宅悠生、北住健司、三村美絵、新田良太、河村啓司、三浦靖雄、磯崎憲之、徳永佳奈子、加藤舞子、坂本大地
- FD：岩本浩一
- アシスタントプロデューサー：渡部かおり、横田侑子
- ディレクター：大谷卓、宮城達也、新井田洋、小林一丈、満尾晋介、真船潤、篠原崇、舘智有里、辻野伸行、橋詰圭太、片野正大、栗原大祐、稲村隆
- 演出：武島義之
- プロデューサー：粟井淳、佐宗威史
- ゼネラルプロデューサー：山下浩司
- 制作著作：テレビ朝日

### 過去のスタッフ
- 編成：高橋正輝、吉見尚子、澤井尚子、林雄一郎、宮田奈苗
- 宣伝：中嶋哲也、加藤直美
- アシスタントプロデューサー：佐野敬信
- ディレクター：佐々木繁雄、中広周平、門脇麻衣 、萩森豪、松岡信行
- 演出：中澤智有
- 構成：興津豪乃
- カメラ：太田憲治
- メイク：水上摂子

## 視聴率
視聴率は4 - 7%と苦戦、2時間SPでは2桁に達することがあったが、晩年はSPでも2桁に達しなくなっていた。2010年11月20日放送分、12月4日放送分では視聴率4.8%を記録。歴代最低と時間帯最下位を喫してしまった。しかし、2011年1月のリニューアル1回目は11.8%と2桁を記録するなど成果を出しており、リニューアル2回目以後は7%前後を推移していた。
最高視聴率は初回2時間SPの12.0%。1時間の通常枠の最高視聴率は11.0%（ビデオリサーチ調べ・関東地区）。